# 列治文鎮區 (密歇根州馬科姆縣)
列治文鎮區（英語：Richmond Township）是位於美國密歇根州馬科姆縣的一個行政鎮區。

## 地方資料
列治文鎮區的面積為97.20平方千米，當中陸地面積為97.00平方千米，而水域面積為0.20平方千米。根據2020年美國人口普查的數據，當地共有人口3544人，而人口密度為每平方千米36.46人。